# Elisabeth Herrmann (Schriftstellerin, 1910)

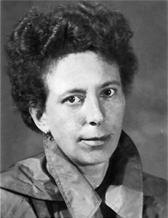
Elisabeth Herrmann

Elisabeth Maria Antonie Therese Herrmann (* 9. September 1910 in Königsberg; † 1984) war eine deutsche Gebrauchsgrafikerin und Schriftstellerin. Sie bearbeitete das Trauma ihrer Zwangssterilisation im Nationalsozialismus literarisch in ihrem Werk Ich, die Steri. 

## Leben

### „Ich, die Steri“
In ihrem autobiografischen Buch Ich, die Steri beschreibt Elisabeth Herrmann eindrücklich das ihr im Nationalsozialismus widerfahrene Unrecht. Ihr Basedow-Leiden, familiäre Schicksalsschläge, Überanstrengung, Unterernährung und depressive Verstimmungen gipfelten nach dem Beginn des Zweiten Weltkriegs in einem Nervenzusammenbruch. Sie wies sich daraufhin selbst in eine Nervenklinik ein. Statt der erhofften Hilfe erhielt sie eine unmenschliche Behandlung und wurde schließlich gegen ihren Willen sterilisiert. Grundlage der Zwangsbehandlung bildete das Gesetz zur Verhütung erbkranken Nachwuchses.
Die Schilderungen Herrmanns beginnen mit dem Aufwachen nach der Operation. Sie findet sich in einem behelfsmäßigen Krankenhausbett wieder. Ein Sandsack liegt auf ihr und drückt sie fest auf die Pritsche, während eine Stützrolle unter ihren Beinen das Becken fixiert. Sie weiß, dass man sie gegen ihren Willen sterilisiert hat. Die folgenden Tage, die Herrmann als die Steri auf der Krankenstation verbringen muss, sind von Trauer und Wut geprägt.

### Buchausgaben und Pseudonyme
Ich, die Steri erschien erstmals 1969 im Eigenverlag – noch unter dem Pseudonym Ria Claasen. Ab 1985 verlegten der Psychiatrie-Verlag in Rehburg-Loccum und Bonn sowie der Hannoversche SOAK Verlag das Werk unter dem Pseudonym Elisabeth Claasen mit den ursprünglichen Illustrationen der Autorin. Auf dem Umschlag aller Ausgaben ist ein dünnes Bäumchen abgebildet. Der stärkste Ast dieses Bäumchens – der einzige, der Blüten trägt – wurde abgeknickt und hängt am Stamm herunter.
Der Familienname Claasen, den Elisabeth Herrmann als Pseudonym für die Veröffentlichung des Buches wählte, entstammt dem Ahnenstrang ihrer Mutter. Ursprünglich kam ein Teil dieser Familie aus Dänemark. Herrmann betrieb seit den 1930er Jahren Ahnenforschung und hinterließ mehrere von ihr grafisch aufbereitete Stammbäume.

## Rezeption
Die Erstausgabe fand zunächst wenig Beachtung. Bis in die 1980er Jahre war das Thema Zwangssterilisationen in der Öffentlichkeit tabu, die Opfer wurden vielfach weiterhin ausgegrenzt und hatten gute Gründe, nicht über ihre Erfahrungen zu berichten.
Zudem wurde Zwangssterilisierten eine Entschädigung verweigert, sie wurden nicht als Verfolgte des Nationalsozialismus anerkannt. Erst seit den Neuauflagen fand Herrmanns Buch als erste literarische Reflexion eines Opfers der Zwangssterilisationen Eingang in die Forschungsliteratur.